# 拉科夫斯基冰原島峰
62°31′24″S 60°06′00″W / 62.52333°S 60.10000°W

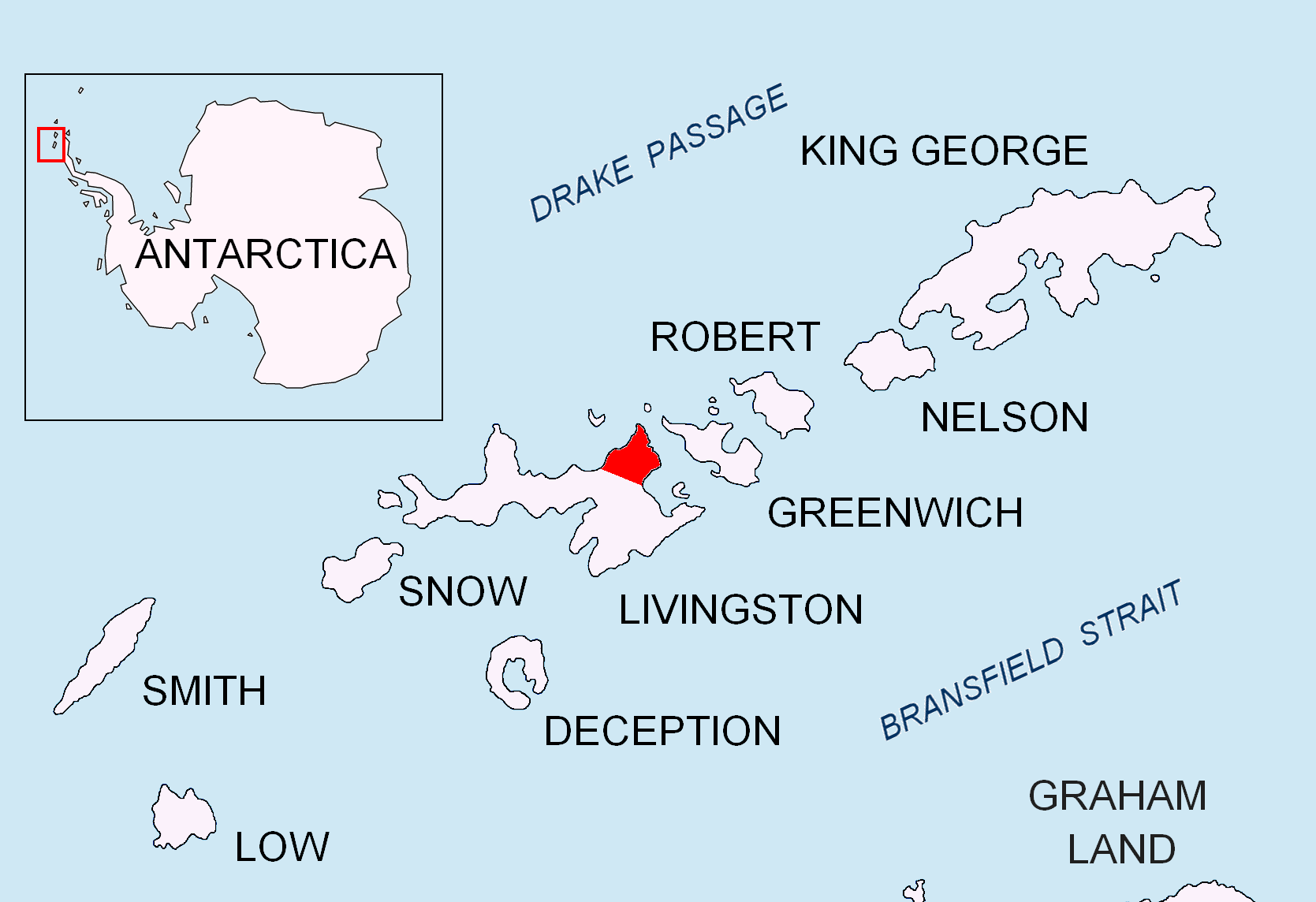

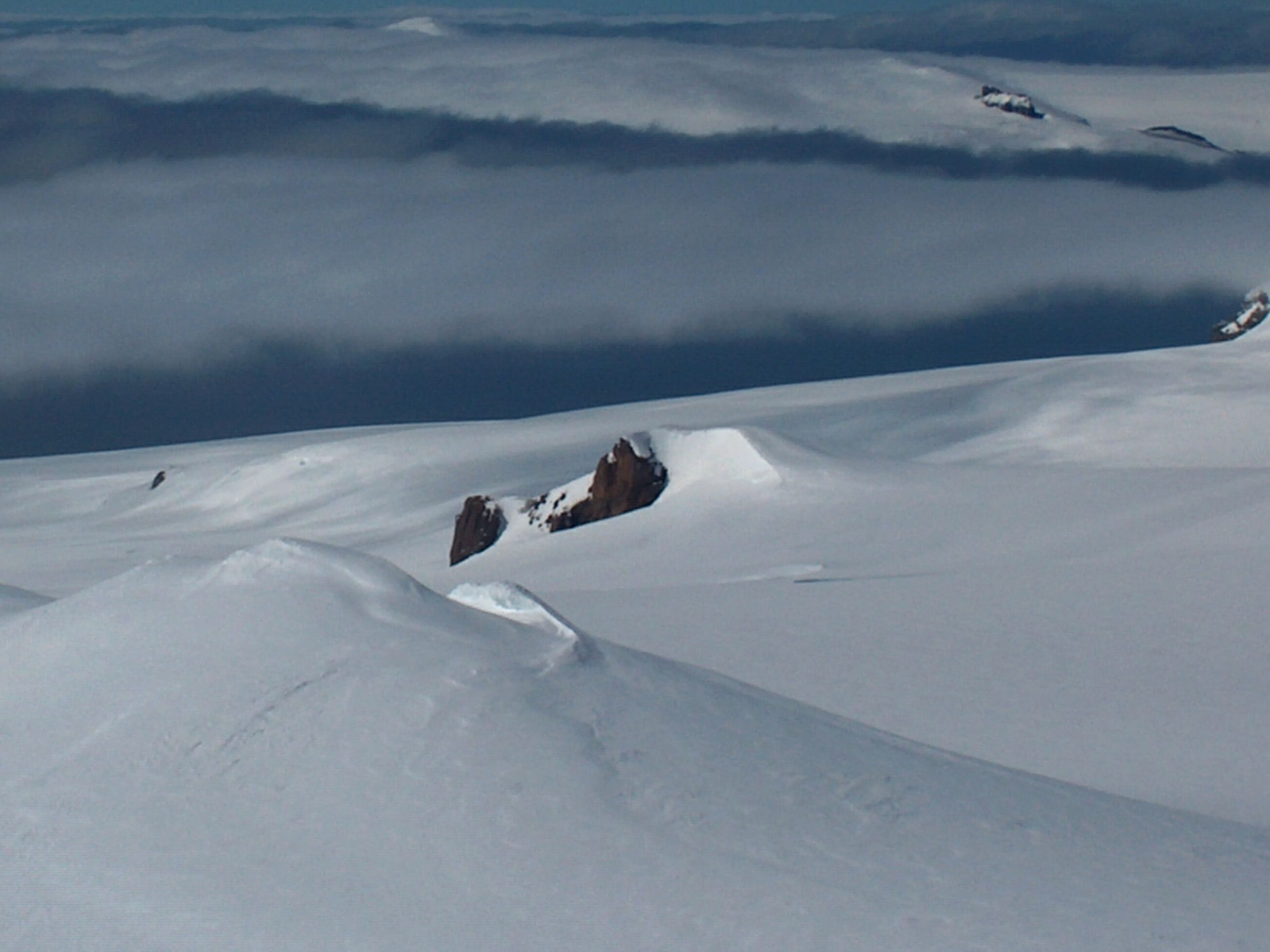

拉科夫斯基冰原島峰是南極洲的冰原島峰，位於南設得蘭群島中利文斯頓島的瓦爾納半島，海拔高度430米，處於夏普峰以西1.58公里、米濟亞峰東北面3.6公里和馬達加峰東北面1.38公里。

## 外部連結
- SCAR Composite Antarctic Gazetteer（页面存档备份，存于）.